# AQUA RESORT
株式会社AQUA RESORTは、日本の不動産会社。